# Gcore
Gcore es una empresa de nube pública y red de entrega de contenido (CDN) fundada en 2014 en Viena, Austria. En 2015, Gcore estableció su sede en Luxemburgo, donde registró su dominio. En marzo de 2023, su red global consta de más de 140 puntos de presencia (PoP) en seis continentes. Gcore se asoció con Graphcore para lanzar la nube europea de IA, que utiliza la tecnología IPU para acelerar las tareas de aprendizaje automático con una infraestructura de IA ya preparada.

## Infraestructura del servidor
Según el sitio web de la compañía, Gcore tiene ubicaciones de red en 6 continentes: América del Norte, Europa, Medio Oriente, Asia, América Latina y África. Gcore utiliza el firewall de aplicaciones web WAF.

## Productos y servicios
Gcore proporciona red de entrega de contenido, computación en la nube, servidor básico, inteligencia de inteligencia artificial, kubernetes, servicio de alojamiento dedicado, plataforma de transmisión de medios, mitigación de DDoS, centro de colocación, desarrollo de software personalizado, pruebas de juegos, función como servicio (FaaS) y registro como servicio (LaaS).
Una revisión del 18 de enero de 2022 realizada por TechRadar elogia la extensa red y el análisis de CDN de Gcore. Sin embargo, la revisión señaló que el sitio web carecía de orientación y asistencia integrales, que podrían mejorarse.
En marzo de 2023, Gcore ofrece una prueba de velocidad gratuita que ayuda a comprobar la velocidad de Internet y la calidad de una conexión móvil y de banda ancha.
Correctiv y Tageszeitung informaron que Gcore apoyó la distribución de la cadena de televisión RT hasta abril de 2023, que está bajo sanciones de la UE desde marzo de 2022. Sin embargo, Gcore niega las acusaciones.

## Historia
Gcore se estableció en 2014 en Viena, Austria. En 2015, Gcore se trasladó a una nueva sede en Luxemburgo. En 2020, la empresa firmó un acuerdo de asociación con Intel.